# Hussein Mohammed Farah

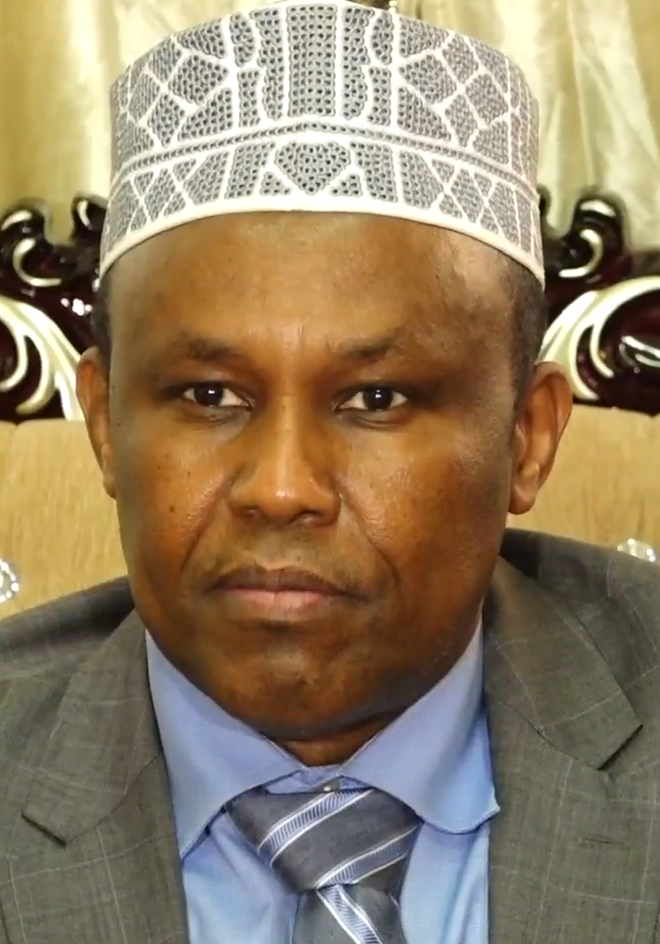
Hussein Mohammed Farah, 2021

Hussein Mohammed Farah (* 16. August 1962 in Beledweyne, Somalia), auch als Hussein Aidid oder Aidid junior bekannt, ist ein Kriegsherr im somalischen Bürgerkrieg, Sohn und Nachfolger von Mohammed Farah Aidid.

## Leben
Im Alter von 14 Jahren ging Hussein Mohammed Farah Aidid in die USA. Er besuchte dort eine High School im kalifornischen Covina, die er 1981 abschloss. Im April 1987 trat er dem United States Marine Corps bei. Für dieses arbeitete er während der Operation Restore Hope in Somalia als Übersetzer, da er als einziger „Marine“ Somali sprach. Später erhielt er die US-amerikanische Staatsbürgerschaft und blieb bis zu seinem 30. Lebensjahr in den USA.
Nach dem Tod seines Vaters am 1. August 1996 wurde Hussein vom Clan der Habre Gedir-Hawiya zu dessen Nachfolger ernannt. Seine Ernennung zum Clanführer wurde als Möglichkeit begriffen, die Beziehung zwischen Somalia und dem Westen zu verbessern. Er übernahm auch die Führung des Bündnisses Somalische Nationale Allianz SNA, das Mohammed Farah Aidid gegen die UNOSOM und UNITAF geschlossen hatte.
Auch er rief sich zum „Präsidenten“ Somalias aus, wurde aber 1999 aus dem Land ins äthiopische Exil gedrängt. 1998 schloss er ein Friedensabkommen mit Ali Mahdi Mohammed, gegen den sein Vater und später er zuvor heftig gekämpft hatten.
Die 2000 gebildete international anerkannte Übergangs-Bundesregierung lehnte Hussein zunächst ab. Er warf ihr unbewiesene Kontakte zu al-Qaida vor und schloss 2001 das Bündnis Rat für Versöhnung und Wiederaufbau in Somalia SRRC, das sich gegen die Übergangsregierung wandte. Im selben Jahr wies er auch die USA darauf hin, dass das Geldüberweisungsinstitut al-Barakat angeblich Zahlungen für Terroristen getätigt habe.
Im Juli 2003 arrangierten sich Übergangsregierung und SRRC, wofür letztere eine Anzahl Sitze im Übergangsparlament erhielt. Am 25. Oktober 2005 übergab Hussein etwa 3.000 Antipersonenminen an die Organisation Geneva Call; er und andere Kriegsparteien hatten sich darauf geeinigt, diese Waffen nicht mehr zu verwenden. Seit 2005 ist er Vizepremierminister der Übergangsregierung. Bis zum 7. Februar 2007 war er zudem Innenminister, danach wurde er stattdessen Minister für öffentliche Arbeiten und Wohnungswesen.
Trotz seines Anschlusses an die Übergangsregierung blieben Spannungen zwischen Hussein Mohammed Farah und anderen Mitgliedern der Übergangsregierung bestehen, besonders hinsichtlich der Präsenz äthiopischer Truppen zum Schutz der Übergangsregierung. Nach schweren Kämpfen in Mogadischu zwischen Äthiopiern und somalischen Rebellen, bei denen bis zu 1.000 Menschen umgekommen waren, warf er Äthiopien „Genozid“ an der somalischen Bevölkerung vor. Im Mai 2007 wurde Hussein Mohammed Farah von Ministerpräsident Ali Mohammed Ghedi entlassen, da er in seinem Amt inaktiv sei. Er setzte sich nach Eritrea ab und ist heute in der Allianz für die Befreiung Somalias aktiv.